# Gino Pancheri

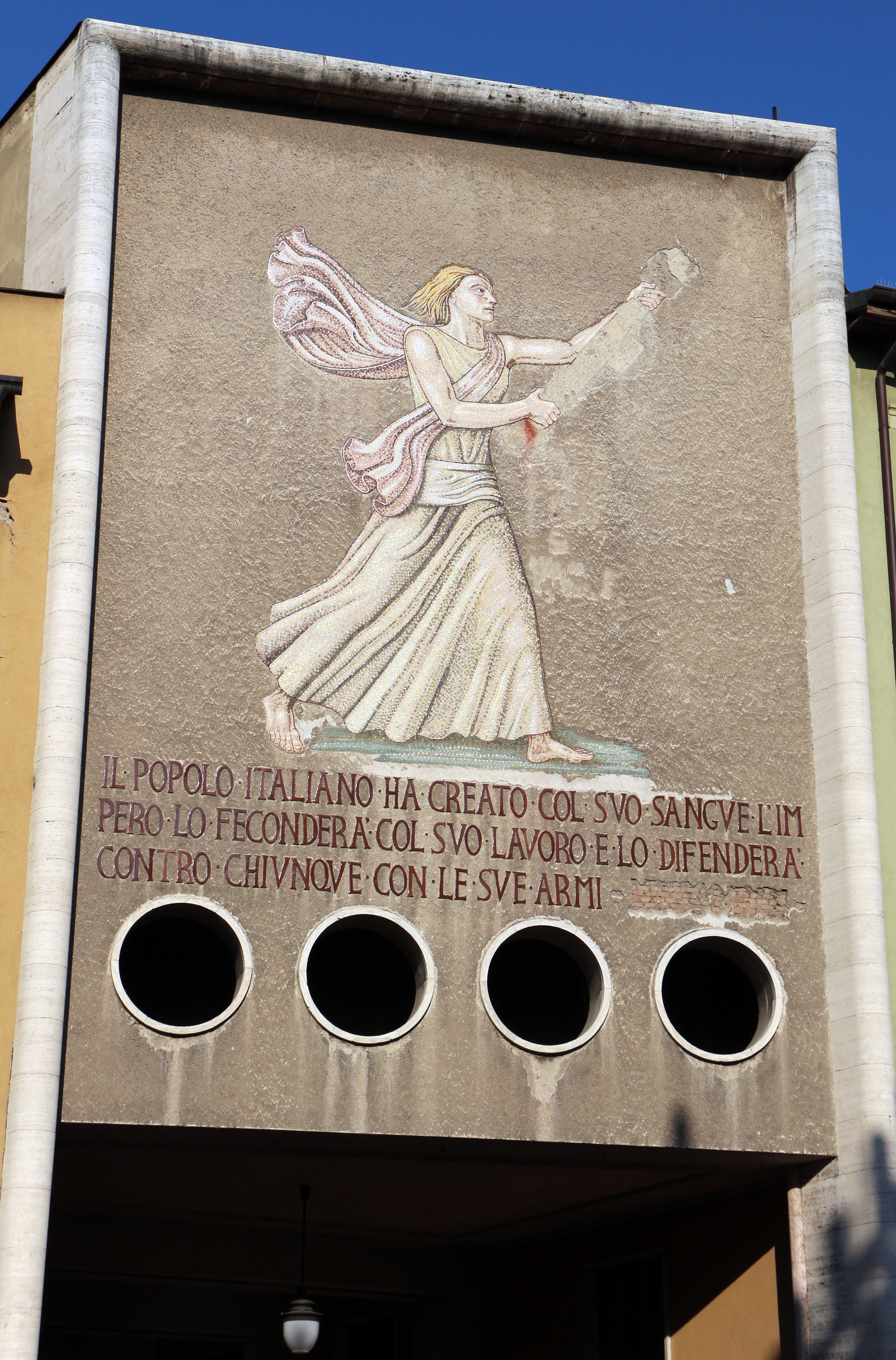
Gino Pancheri, La donna del Fascio, Trento (1937), con una citazione di Mussolini tratta dal discorso sulla proclamazione dell'Impero italiano del 9 maggio 1936; il nome di Mussolini e il fascio sono stati solo maldestramente cancellati.

Gino Pancheri (Trento, 23 agosto 1905 – Trento, 23 dicembre 1943) è stato un pittore italiano.

## Biografia
Nacque da famiglia operaia e ben presto ancora minorenne fu impiegato presso un laboratorio artigianale. Scontento, tuttavia, della linea assunta dai mastri di bottega, propensi com'erano più al guadagno che allo stile, si trasferì nel 1925 in Brianza dove apprese l'arte della decorazione domestica, in particolare di sontuose ville aristocratiche. Si iniziava a delineare il carattere del giovane artista poco propenso alla vita comoda e diffidente verso la pigra e quanto mai arrogante borghesia italiana.
A Milano si iscrisse all'Accademia di Brera dove strinse amicizia con la corrente avanguardista partecipando a diverse mostre collettive e facendosi notare per il proprio impegno. Tornato a Trento divenne segretario del sindacato di Belle Arti della Venezia Tridentina e qualche tempo dopo ottenne la direzione della Scuola d'Arte di Cortina d'Ampezzo. La figura di Gigiotti Zanini, esponente del cd. “realismo magico”, e di Tullio Garbari costituì un punto di riferimento fondamentale per la maturazione artistica di Pancheri. Dal 1930 al 1940 organizzò diverse mostre quali alla Galleria Pesaro, alle Trivenete di Padova, alle Quadriennali di Roma, alle Biennali di Venezia e di Bolzano. Intraprese collaborazioni con diverse testate editoriali quali “Casabella”, “Domus”, “Trentino”, “Brennero”, ecc.
Il 2 settembre 1943 poco dopo mezzogiorno una squadriglia di cacciabombardieri anglosassoni apparve sulle montagne trentine e prese a colpire la città. Gino Pancheri si trovava per caso in Trento a Piazza Dante quando avvenne l'attacco. Nonostante lo stridere della sirena, l'artista non fece in tempo a ripararsi, tanto da rimanere colpito da una scheggia conficcatagli nella schiena. Morì dopo circa tre mesi di agonia nell'ospedale di S. Chiara. Nel bombardamento morirono circa 200 persone, in quella che è ricordata come strage della Portela.
La sua arte si fonda sulla narrazione della vita della popolazione locale trentina principalmente impegnata nel lavoro nei campi e nelle fattorie: “La corte delle colombe” (1927), “Canti all'aperto” (1930), “La vendemmia” (1931), “La famiglia del pescatore” (1932), “San Vigilio incivilendo” (1934) esposta nel Palazzo delle poste e telegrafi, “La siesta” (1936), “Decorazioni per le scuole Raffaello Sanzio” (1935), “La battaglia del grano” (1938) esposta nel Palazzo Roccabruna e vincitrice del secondo premio al concoroso per l'"esaltazione del epoca mussoliniana" alla Biennale di Bolzano, “Il mosaico dell'Impero” (1937) presso la Galleria dei Legionari in Trento, “Orti di Pinè” (1940), “Tulipani” (1943).
(Gabriella Belli, 1989)